# CROWN (中西達郎の漫画)
『CROWN』（クラウン）は、中西達郎の漫画。『月刊コミックブレイド』において2006年4月号から2008年7月号まで連載した。単行本はブレイドコミックス全5巻。1巻発売前の雑誌掲載では片仮名表記の『クラウン』だった。王冠と道化師のダブル・ミーニングと思われる。前作『ドリムゴード〜Knights in the Dark City〜』と世界観の繋がりがある。

## あらすじ
貧乏だが普通の高校生だった剣太郎は、クラスの万年委員長をしながらも普通の日常を過ごしていた。ある日学校で隣国「嗣矩真」の軍隊に襲われてしまう。それを助けたのは、この国「剣皇」で絶対の人気と強さを誇る「剣皇の三獣騎」だった。三獣騎から、自分は剣皇の行方不明になった皇子（皇爵）だと伝えられる。

## 登場人物
剣崎 剣太郎（けんざき けんたろう）
主人公。新世界大陸の剣皇に住む少年。
隣国である嗣矩真が学園を襲撃し、剣皇騎士団三獣騎に助けられた際に突然、剣皇第26代当主剣太郎＝吏亜＝剣皇だと伝えられる。性格は温厚で温和。優輝以外にはほぼ敬語で話す。
翼＝翔＝天空院（つばさ しょう てんくういん）
剣皇三獣騎の一人 天駆の騎士。かつて剣太郎とは幼少の頃に面識があった。
専用強襲型魔法獣機『天翼』に騎乗し、剣皇騎士団天駆派（剣駆騎士団）を率いる。
柔和に見えて攻撃的な性格。実家は剣皇の上級貴族で末っ子。兄姉が7人いたがその全てを下し、当主となった（4人は完全降伏、2人は精神崩壊、1人は逃亡）。
幼い頃は何をやっても落ちこぼれで「天落の騎士」と蔑まれていた。物語開始の十数年前の事件により何かを決意し、性格が変わったようだが、詳しくは明かされていない。
真吾＝剛＝大零寺（しんご ごう だいれいじ）
剣皇三獣騎の一人 大地の騎士。
専用殲滅型魔法獣機「大牙」を従え、剣皇騎士団大地派（剣豪騎士団）率いる。
大零寺家の当主ではあるが、本来は彼の姉が家督を相続するはずだったらしい。
身の丈以上の鉄球を魔法の補助なしで操る。噂ではサイボーグとも宇宙人とも囁かれている。
無口で読書家。特に考古学関連の知識は専門家並みである。三獣騎の中ではもっとも素性の知れない人物。
狂ノ助左衛門＝弾＝黒ノ葛（きょうのすけざえもん だん くろのくず）
剣皇三獣騎の一人 無双の騎士。剣皇上級貴族であり黒ノ葛家の当主。
次世代一点突破型魔法獣機「凶駆郎・甲」を操り、剣皇騎士団無双派（剣弾騎士団）を率いる弟との壮絶な兄弟喧嘩（殺し合い）の末、家督を手に入れた。
彼もまた十数年前に剣太郎と面識がある（どのような形の出会いかは作中では語られていない）。
人を食ったような言動で基本的には自由人。騎士団にも週に3日程度しか顔を出さない。

## 単行本
- 1巻 2006年08月10日発売，ISBN 978-4-86127-295-0
- 2巻 2007年02月10日発売，ISBN 978-4-86127-353-7
- 3巻 2007年10月10日発売，ISBN 978-4-86127-433-6
- 4巻 2008年04月10日発売，ISBN 978-4-86127-494-7
- 5巻 2008年09月10日発売，ISBN 978-4-86127-530-2